# Bundesautobahn 10
Bundesautobahn 10, A10 eller Berliner Ring er en motorvej der udgør en ringvej rundt om Tysklands hovedstad, Berlin. I alt strækker vejen sig over 196 km. fra Schwanebeck-krydset til Weißensee. A10 er forbundet med Berliner Stadtring og andre dele af byen via , ,  og .
E33 og  benytter den samme vej som .
 krydser med disse veje:
, , , , , , ,  og 
- Wikimedia Commons har flere filer relateret til Bundesautobahn 10

| Trafik | Spire Denne trafikartikel er en spire som bør udbygges. Du er velkommen til at hjælpe Wikipedia ved at udvide den. |